# 練喻軒
練喻軒（1985年7月9日—），本名陳亞楠，中國男子武術運動員。

## 生平
2008年獲首都高校武術比賽男子二類拳術第五名。2010年6月，練喻軒為中國國家體育總局《跆拳道》雜誌拍攝封面與寫真；同年8月，練喻軒為世界盃跆拳道團體錦標賽擔任形象大使。
練喻軒2007年以《榮歸》首次參與影視作品，但多為配角，2013年在《一路狂奔》飾演殺手，但並沒有一舉成名。近年來，練喻軒參加過泰拳、拳擊、自由搏擊等不同規則的格鬥比賽，並陸續購買WBC亞洲中量級金腰帶、WKA自由搏擊金腰帶、倫批尼泰拳金腰帶等不同組織的頭銜，因此被稱為全才型選手（冠軍頭銜有待考證）。